# Blade (film)
Blade este un film cu vampiri de acțiune din 1998 cu Wesley Snipes și Stephen Dorff. Filmul este vag bazat pe personajul Blade din benzile desenate Marvel. Filmul a fost regizat de Stephen Norrington după un scenariu de David S. Goyer. Snipes interpretează rolul lui Blade, un om-vampir hibrid, care protejează oamenii împotriva vampirilor. Filmul a avut încasări de 70 milioane dolari la box-office-ul american și 131,2 milioane dolari în toată lumea. Filmul are două continuări: Blade II (2002) și Blade: Trinity (2004).

## Actori
| Actor               | Personaj          |
| ------------------- | ----------------- |
| Wesley Snipes       | Blade             |
| Kris Kristofferson  | Abraham Whistler  |
| Stephen Dorff       | Deacon Frost      |
| N'Bushe Wright      | Dr. Karen Jenson  |
| Donal Logue         | Quinn             |
| Udo Kier            | Gitano Dragonetti |
| Traci Lords         | Racquel           |
| Sanaa Lathan        | Vanessa Brooks    |
| Arly Jover          | Mercury           |
| Kevin Patrick Walls | Officier Krieger  |
| Tim Guinee          | Dr. Curtis Webb   |